# 대피선

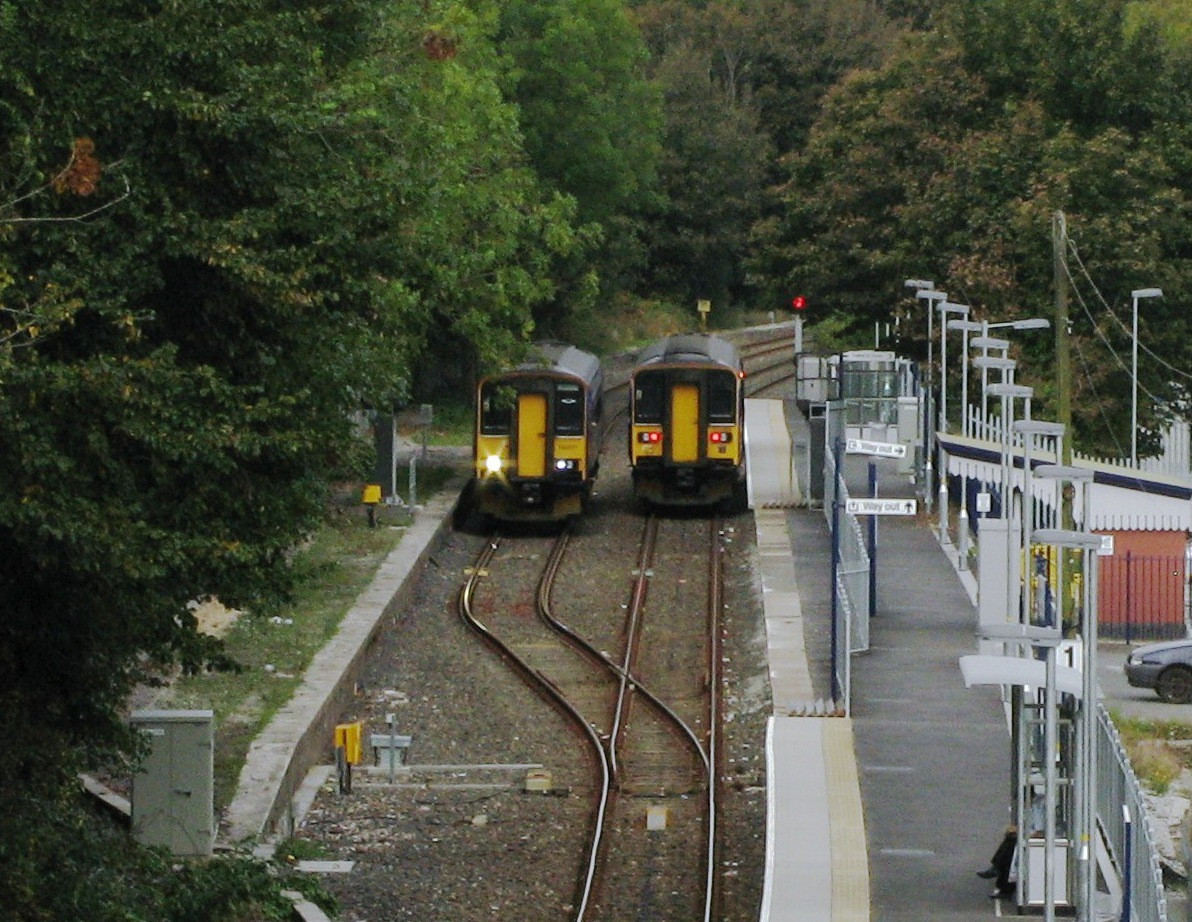

대피선(代避線)은 열차가 역이나 중간 신호장에서 더 높은 등급의 열차가 통과하는 데 지장을 주지 않도록 측면으로 대피할 수 있도록 만들어진 선로이다. 단선(單線) 철도인 경우이나 급행, 특급 등 다양한 등급의 열차가 운행되는 복선 철도 노선들에서 많이 사용된다. 서로 반대방향으로 오는 열차가 교차하는 경우 교행이라고 한다.

## 같이 보기
- 단선
- 복선
- 복복선